# Guy Le Florentin
Giuseppe Vittorio Lumbroso dit Guy Le Florentin est un peintre italien, né en 1907 à Livourne et mort en 1978 à Paris.

## Biographie
Giuseppe Vittorio Lumbroso  couramment appelé « Guy Le Florentin » passe son enfance et adolescence en Italie et débarque à Marseille dans les années 1920.
Il rencontre alors Raimu, qui lui propose de faire du cinéma mais Guy Le Florentin préfère se consacrer à la peinture. 
Il gagne sa vie en réalisant des portraits de commande, mais devient principalement connu pour ses paysages corses et provençaux.
Il fonde en 1927 La Galerie contemporaine à Paris (Montmartre).
Il réside en Corse de 1930 à 1938, puis vit entre Marseille, Monaco et Paris jusqu'à la fin de sa vie.
Il meurt en 1978 en disant « Je suis le plus heureux des hommes… parce que je ne possède plus rien ».

## Technique picturale
Guy Le Florentin utilise principalement la technique de l'empâtement au couteau à peindre sur peinture à l'huile
en donnant beaucoup de relief à ses paysages.

## Œuvres

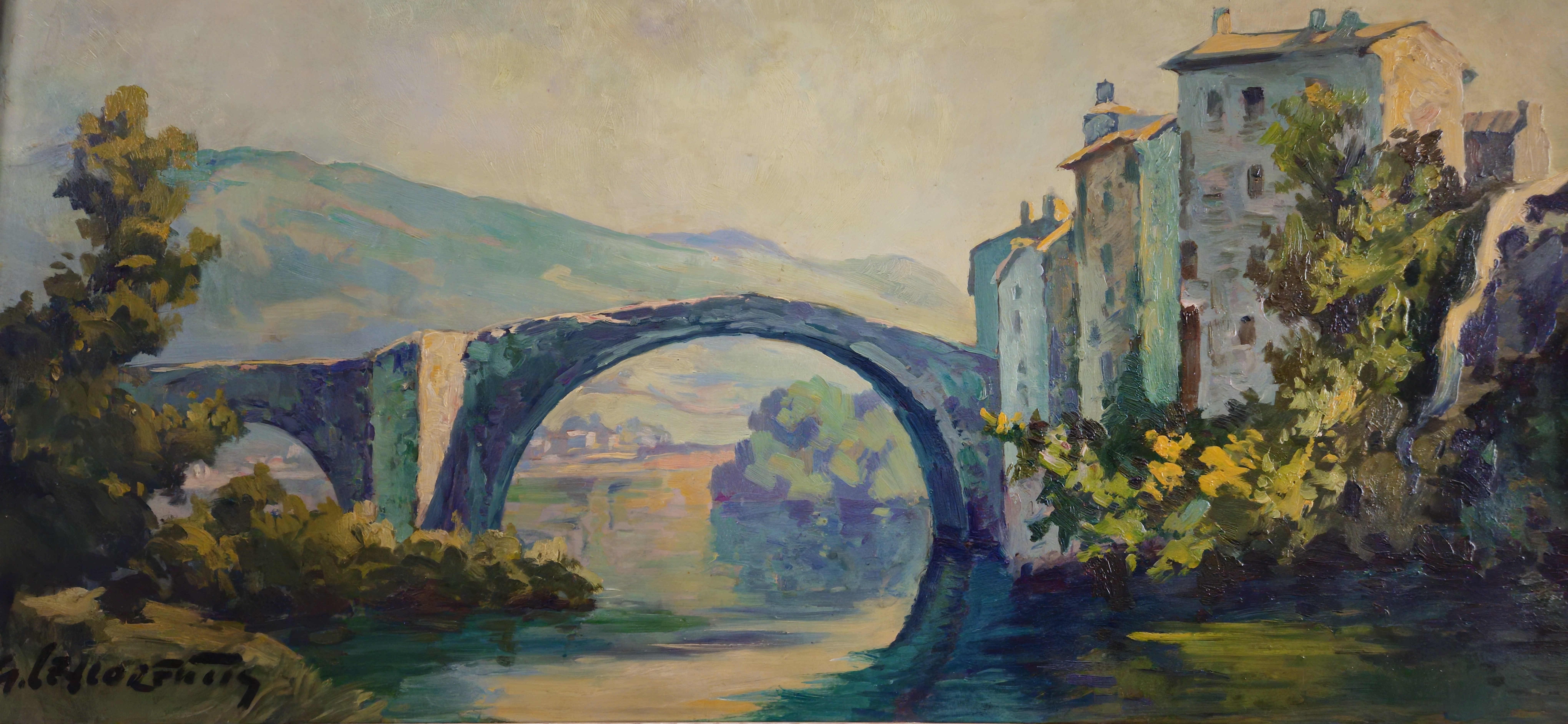
Le vieux pont Le Vigan

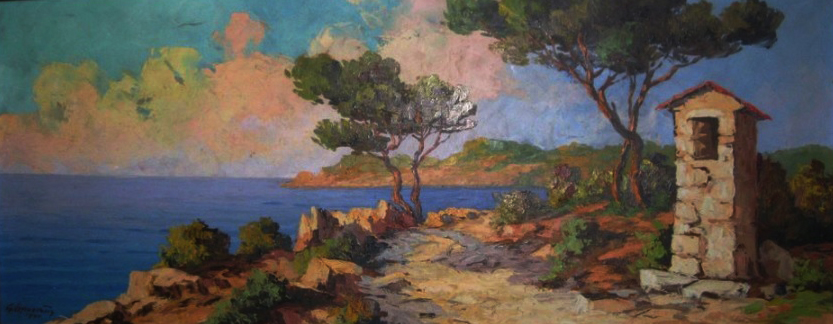
Paysage méditerranéen (1940)

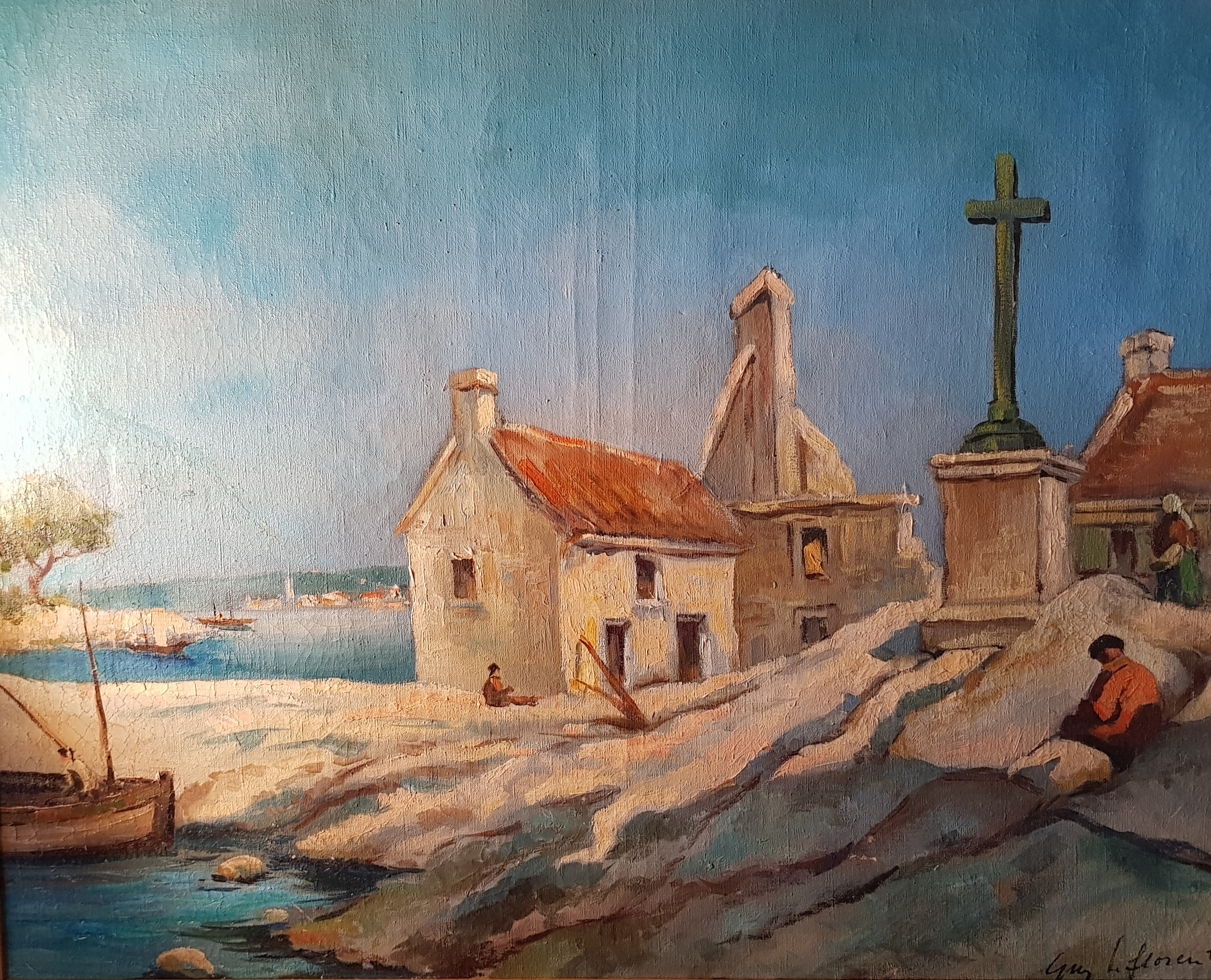
L'Oratoire (années 1930)